# Where the Light Is: John Mayer Live in Los Angeles
Where the Light Is: Live in Los Angeles é um álbum ao vivo e filme realizado pelo cantor e compositor John Mayer e dirigido por Danny Clinch. O concerto para o álbum foi gravado e filmado em 8 de dezembro de 2007, em Los Angeles, Califórnia, no Nokia Theatre LA Live para o Annual Holiday Charity Revue, que levantou fundos para diversas instituições de caridade de Los Angeles. No Brasil foi certificado pela ABPD com Disco de Ouro pelas mais de 15 mil cópias vendidas no país.
O concerto apresenta três conjuntos de John Mayer: um conjunto de solo acústico, um conjunto com o John Mayer Trio, e um jogo final com a sua banda de turnê. O título do álbum é tirado de canção "Gravity" do músico. O concerto foi lançado em formato de áudio em CD, LP e download digital e no formato de vídeo em DVD e Blu-ray Disc, em 1 de julho de 2008.

## Faixas

### Acoustic Set
1. "Neon"
2. "Stop This Train"
3. "In Your Atmosphere"
4. "Daughters"
5. "Free Fallin'"

### John Mayer Trio Set
1. "Everyday I Have the Blues"
2. "Wait Until Tomorrow"
3. "Who Did You Think I Was"
4. "Come When I Call"
5. "Good Love Is on the Way"
6. "Out of My Mind" -
7. "Vultures"
8. "Bold As Love"

### Band Set
1. "Waiting on the World to Change"
2. "Slow Dancing in a Burning Room"
3. "Why Georgia"
4. "The Heart of Life"
5. "I Don't Need No Doctor"
6. "Gravity"
7. "I Don't Trust Myself (With Loving You)"
8. "Belief"
9. "I'm Gonna Find Another You"

- As faixas No Such Thing e Bigger Than My Body foram tocadas durante as gravações, porém não foram incluídas nem no DVD quanto no CD, por motivos desconhecidos.

## Integrantes

### Acoustic Set
- Robbie McIntosh (dobro e violão)
- David Ryan Harris (vocais e violão)

### John Mayer Trio Set
- Steve Jordan (bateria e vocais)
- Pino Palladino (baixo)

### Band Set
- David Ryan Harris (guitarra e vocais)
- Robbie McIntosh (guitarra e vocais)
- J.J.Johnson (bateria)
- David Labruyere (baixo)
- Tim Bradshaw (teclado e vocais)
- Bob Reynolds (saxofone)
- Brad Mason (trompete)